# Setge de Roses (1794)
El setge de Roses va ser mantingut entre el 22 de novembre de 1794 al 3 de febrer de 1795, i va donar la victòria al general francès contra l'exèrcit espanyol.

## Antecedents
El govern espanyol va declarar la guerra contra la República Francesa el 17 d'abril de 1793 en resposta a l'execució de Lluís XVI de França i Maria Antonieta d'Àustria. L'exèrcit espanyol, sota el comandament del general Antonio Ricardos van envair el Rosselló per Sant Llorenç de Cerdans, amb uns 25.000 homes i un centenar de peces d'artilleria, ocupant la ciutat poc defensada d'Arles, i avançant cap a Perpinyà per la vall del riu Tec. Després d'avançar fins a les portes de la ciutat de Perpinyà les tropes espanyoles es retiren progressivament fins a les posicions inicials.
Els francesos entren finalment a Catalunya per Sant Llorenç de la Muga, on es produeixen diversos combats, fins que es derroten les posicions espanyoles del 17 al 20 de novembre de 1794 en la batalla del Roure, en la que moren els generals Dugommier i el Comte de la Unión, i els espanyols es desmoralitzen i fugen, i Andrés Torres, el governador del castell de Sant Ferran, rendeix la ciutat de Figueres el 28 de novembre als francesos del general Dominique Catherine de Pérignon, deixant la ciutat de Roses aïllada.

## El setge
Tot i ser abastida de munició i queviures per mar per la marina de Federico Gravina, la ciutat, comandada pel mariscal de camp Domingo Izquierdo va rebre l'ordre d'evacuar la guarnició per via marítima el 3 de febrer de 1795.

## Conseqüències
El front s'estabilitzaria fins a una nova ofensiva de José de Urrutia a l'estiu.